# 前田孝行 (加賀藩士)

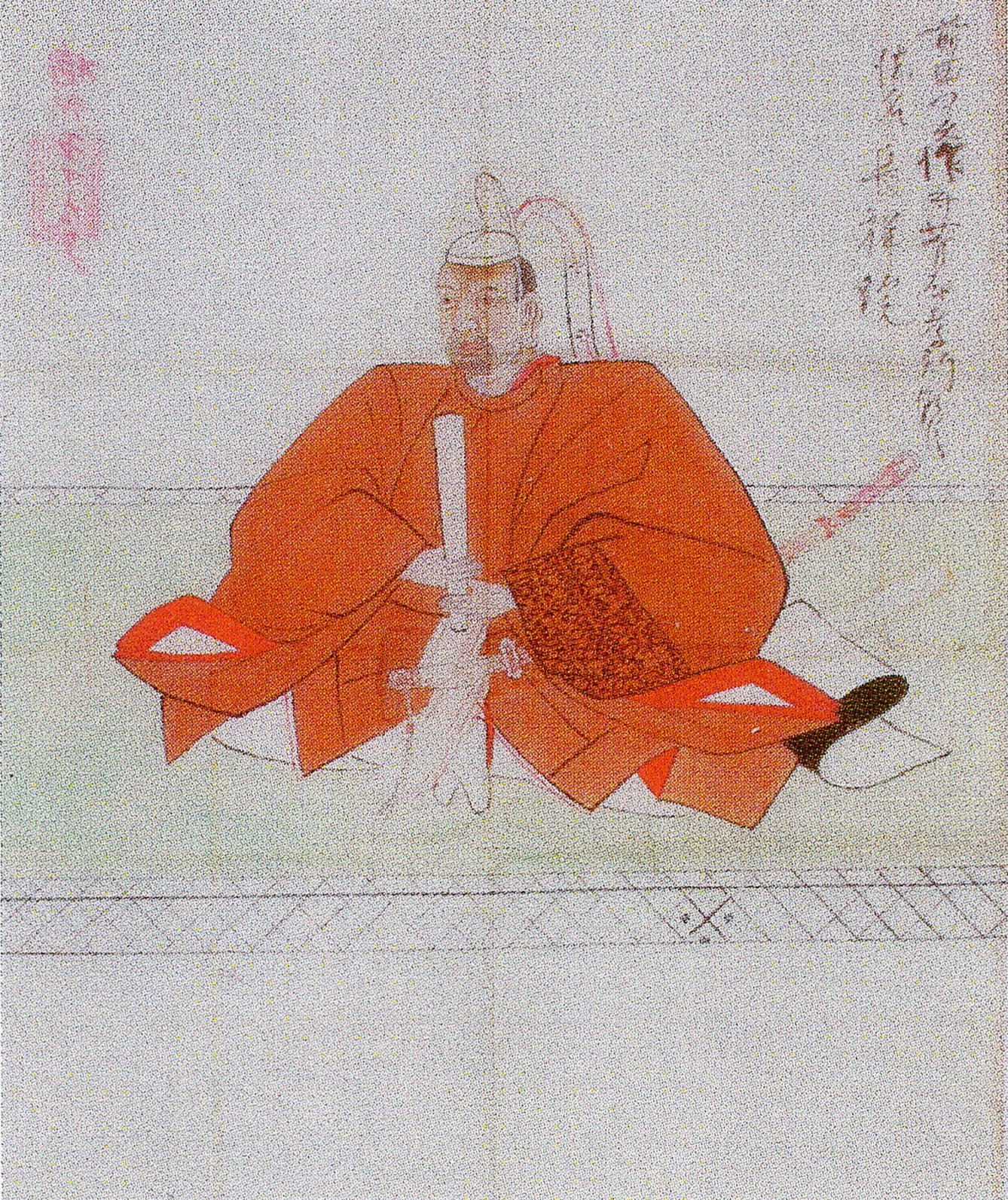
前田孝行（石川県立歴史博物館蔵）

前田 孝行（まえだ たかゆき、寛文3年10月17日（1663年11月16日） - 享保6年9月14日（1721年11月3日））は、加賀藩大年寄。加賀八家前田対馬守家第7代当主。
父は加賀藩年寄前田孝貞。兄弟は前田孝和、小幡長時、前田孝近。子は前田孝資、村井長堅、前田孝寧、前田孝覩、三条西公福室（前田綱紀養女）、奥村温良室。幼名は萬勝。通称は与十郎、対馬。官位は従五位下、美作守。諱は行孝とも。

## 生涯
寛文3年（1663年）、孝貞の子として生まれる。寛文10年（1670年）、8歳で藩主前田綱紀に御目見する。天和3年（1683年）、21歳の時に新知3000石を賜り出仕した。元禄10年（1697年）、父孝貞の隠居により家督と2万1000石の知行を相続する。若年寄、年寄見習、大年寄（大老）、人持組頭を歴任する。宝永元年（1704年）、従五位下、美作守に叙任する。正徳元年（1711年）、公儀御用（宗門方御触）、金沢城代を兼任する。享保6年（1721年）9月14日没。享年59。戒名は長祥院殿前作州刺史従五位下宝山源寿大居士。
家督は嫡男孝資が相続し、末男の孝覩は2500石の分知を受け分家した。正徳4年（1714年）、娘の誠は藩主綱紀の養女として三条西公福に嫁いだ。公福は享保16年（1731年）から武家伝奏を務め、元文5年（1740年）には大納言に叙された。